# Bab Bhar

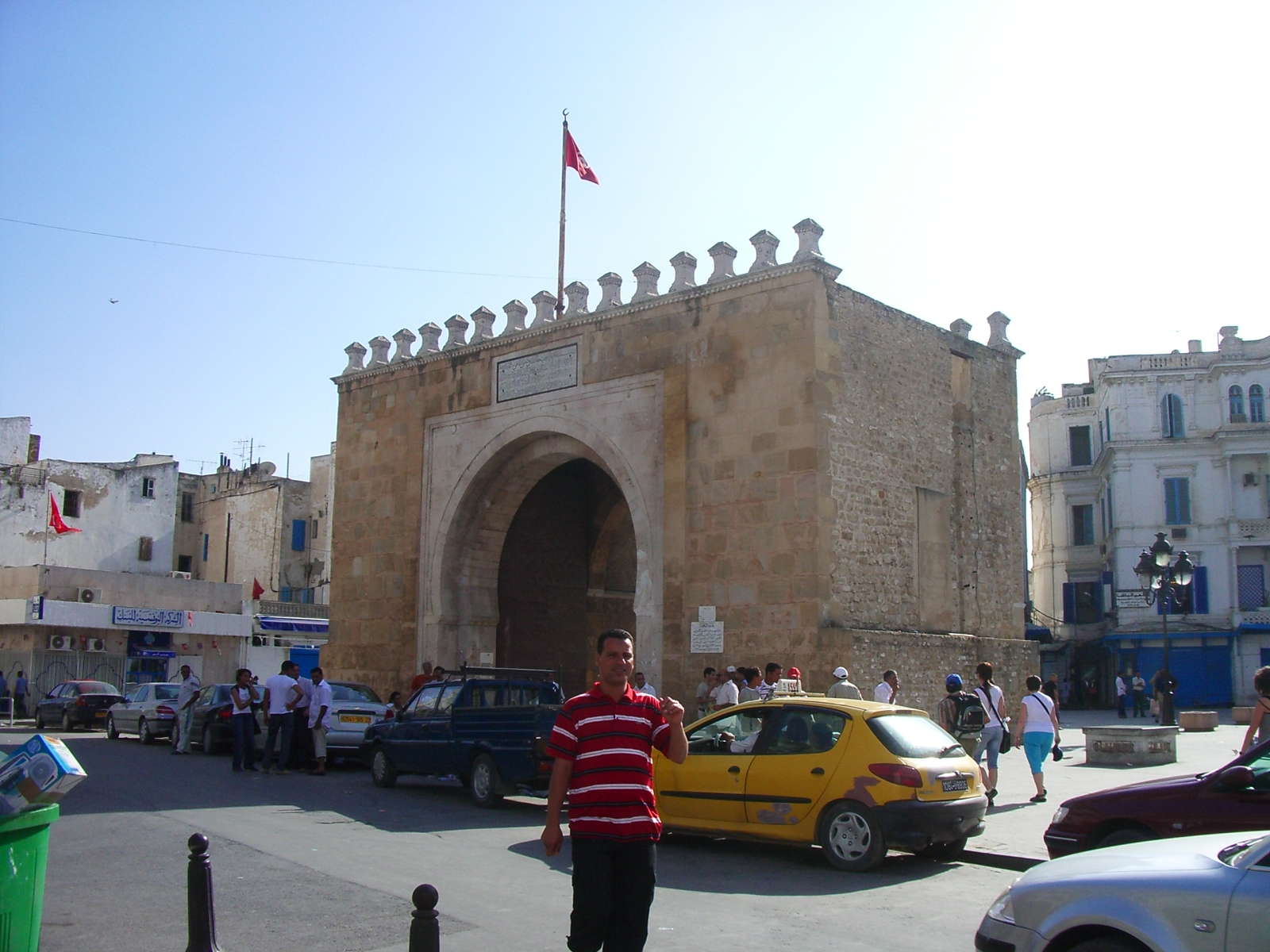
Porta de la Mar o Bab Bhar, des de l'Avinguda de França

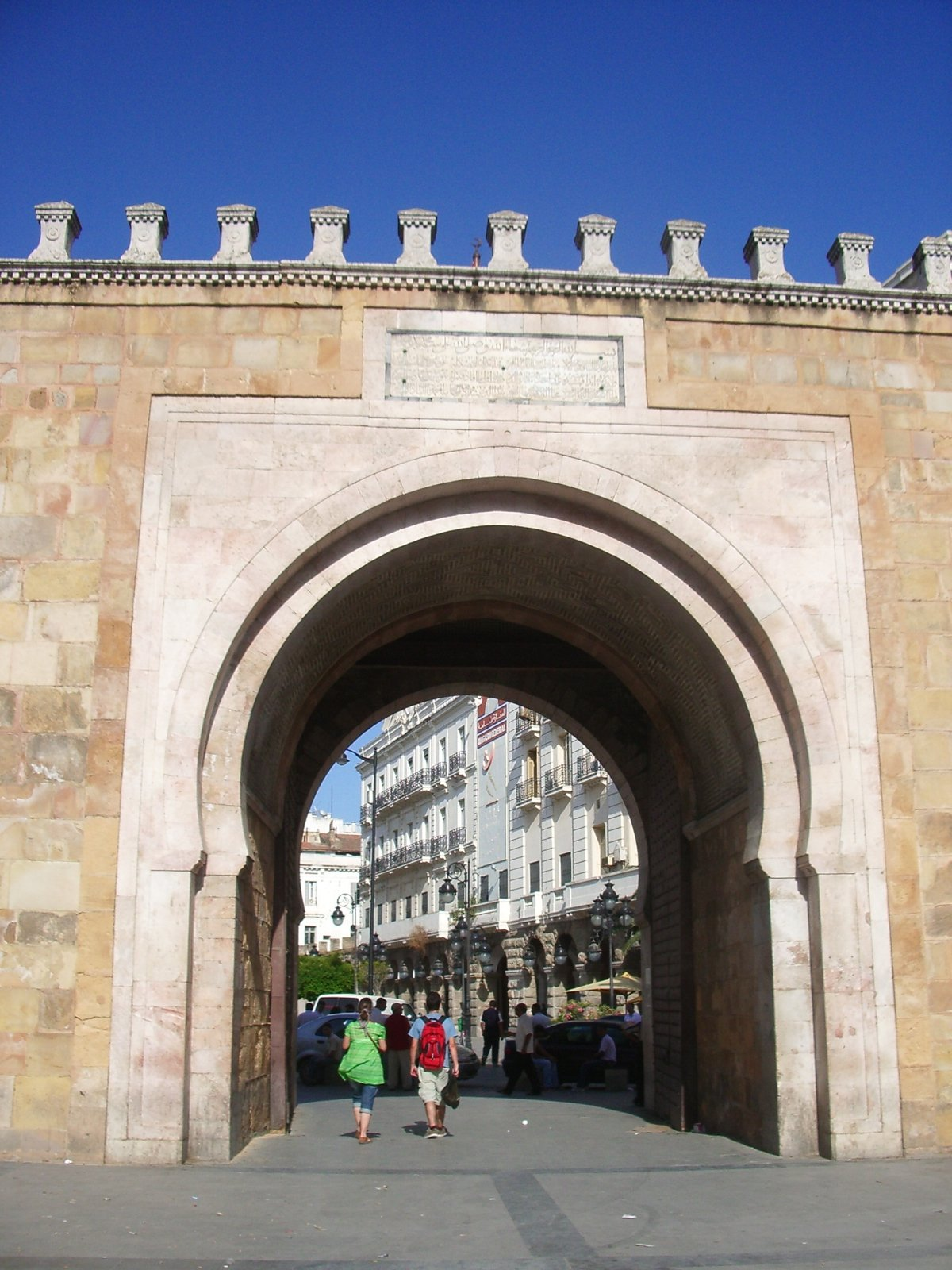
Bab Bhar, des de la Medina

Bab Bhar (àrab: باب البحر, Bāb al-Baḥr, pronunciat localment Bab Bḥar o Bab el-Bḥar, literalment ‘Porta de la Mar’) és una delegació o mutamadiyya de la governació de Tunis, a la ciutat de Tunis, formada per la part de la ciutat al costat de la medina o ciutat antiga. Té una població d'uns 45.000 habitants (2004).

## Etimologia
Rep el nom de l'antiga porta de les muralles coneguda com a Bab al-Bahr o Porta de la Mar, perquè marcava l'obertura de la muralla vers la mar, punt que, sota els francesos, va marcar la separació entre la ciutat colonial i la ciutat àrab i que fou coneguda com a Porta de França. Va recuperar el seu nom original després de la independència.

## Administració
Com a delegació o mutamadiyya, duu el codi geogràfic 11 53 (ISO 3166-2:TN-12) i està dividida en vuit sectors o imades:
- Bab El Bhar (11 53 51)
- Les Jardins (11 53 52)
- Lac de Tunis (11 53 53)
- Mongi Slim (11 53 54)
- Habib Thameur (11 53 55)
- Taïeb El M’hiri (11 53 56)
- Hédi Chaker (11 53 57)
- Sidi El Bahri (11 53 58)

Al mateix temps, constitueix una de les circumscripcions o dàïres, amb codi geogràfic 11 11 12, de la municipalitat o baladiyya de Tunis (codi geogràfic 11 11).